# Jan Verheyen
Jan Verheyen (ur. 9 lipca 1944 w Hoogstraten) – belgijski piłkarz i trener piłkarski, występujący podczas kariery na pozycji pomocnika.

## Kariera klubowa
Piłkarską karierę Jan Verheyen rozpoczął w 1961 w Beerschocie Antwerpia. Z Beerschotem zdobył Puchar Belgii w 1971. Kolejnym klubem w karierze Verheyena był RSC Anderlecht, gdzie występował w latach 1971–1975. Z Anderlechtem dwukrotnie zdobył mistrzostwo Belgii w 1972, 1974, trzykrotnie Puchar Belgii w 1972, 1973, 1975. W latach 1975–1978 był zawodnikiem Royale Union Saint-Gilloise. Ostatnim klubem w karierze Verheyena był prowincjonalny Hoogstraten VV, w którym zakończył karierę w 1986.

## Kariera reprezentacyjna
W reprezentacji Belgii Jan Verheyen występował w latach 1965–1976. W 1970 uczestniczył w mistrzostwach świata. Na mundialu w Meksyku był rezerwowym i nie wystąpił w żadnym meczu. W 1972 uczestniczył w mistrzostwach Europy. W turnieju finałowym rozgrywanym w Belgii wystąpił w przegranym półfinale z RFN oraz wygranym 2-1 meczu o trzecie miejsce z Węgrami. Ogółem w reprezentacji Belgii rozegrał 33 spotkania.